# Los Lobos, Jalisco
Los Lobos är en ort i Mexiko.   Den ligger i kommunen Mezquitic och delstaten Jalisco, i den centrala delen av landet, 600 km nordväst om huvudstaden Mexico City. Los Lobos ligger 1 480 meter över havet och antalet invånare är 138.
Terrängen runt Los Lobos är bergig åt sydost, men åt nordväst är den kuperad. Runt Los Lobos är det mycket glesbefolkat, med 5 invånare per kvadratkilometer. Närmaste större samhälle är San Miguel, 6,0 km nordost om Los Lobos. I omgivningarna runt Los Lobos växer huvudsakligen savannskog.